# Teffont Evias
Teffont Evias är en by i civil parish Teffont, i distriktet Wiltshire, i grevskapet Wiltshire, i England. Byn är belägen 15 km från Salisbury. Teffont Evias var en civil parish fram till 1934 när blev den en del av Teffont. Civil parish hade 98 invånare år 1931. Byn nämndes i Domedagsboken (Domesday Book) år 1086, och kallades då Tefonte.